# Mazda BT-50
Il Mazda BT-50 è un pick up prodotto dalla casa automobilistica giapponese Mazda a partire dal 2006. Esso viene venduto in Europa e in altri paesi, ma non nel Nord America dove esiste ancora il vecchio modello. Il veicolo viene proposto in versioni a cabina singola (Single), allungata (Freestyle) o doppia (Double) e con trazione posteriore o integrale.
Nel 2014 esce di produzione dal listino europeo, mentre nel resto del mondo è arrivata la seconda generazione mentre in alcuni paesi viene ancora venduta la prima.
Dal 2020 viene prodotta la terza generazione del pick up.

## Prima generazione (2006-2011)
Il BT-50 è stato lanciato al Bangkok Motor Show il 22 marzo 2006. Condivide i suoi motori diesel a quattro cilindri in linea Duratorq / MZR-CD da 2,5 e 3,0 litri diesel con il Ranger. Alla fine di novembre 2006 è stato aggiunto il nuovo cambio automatico a cinque marce con ripartitore Borg Warner e airbag laterali. Nel 2008 il BT-50 ha ricevuto un leggero restyling concentrato nel frontale e negli interni.

## Seconda generazione (2011-2020)

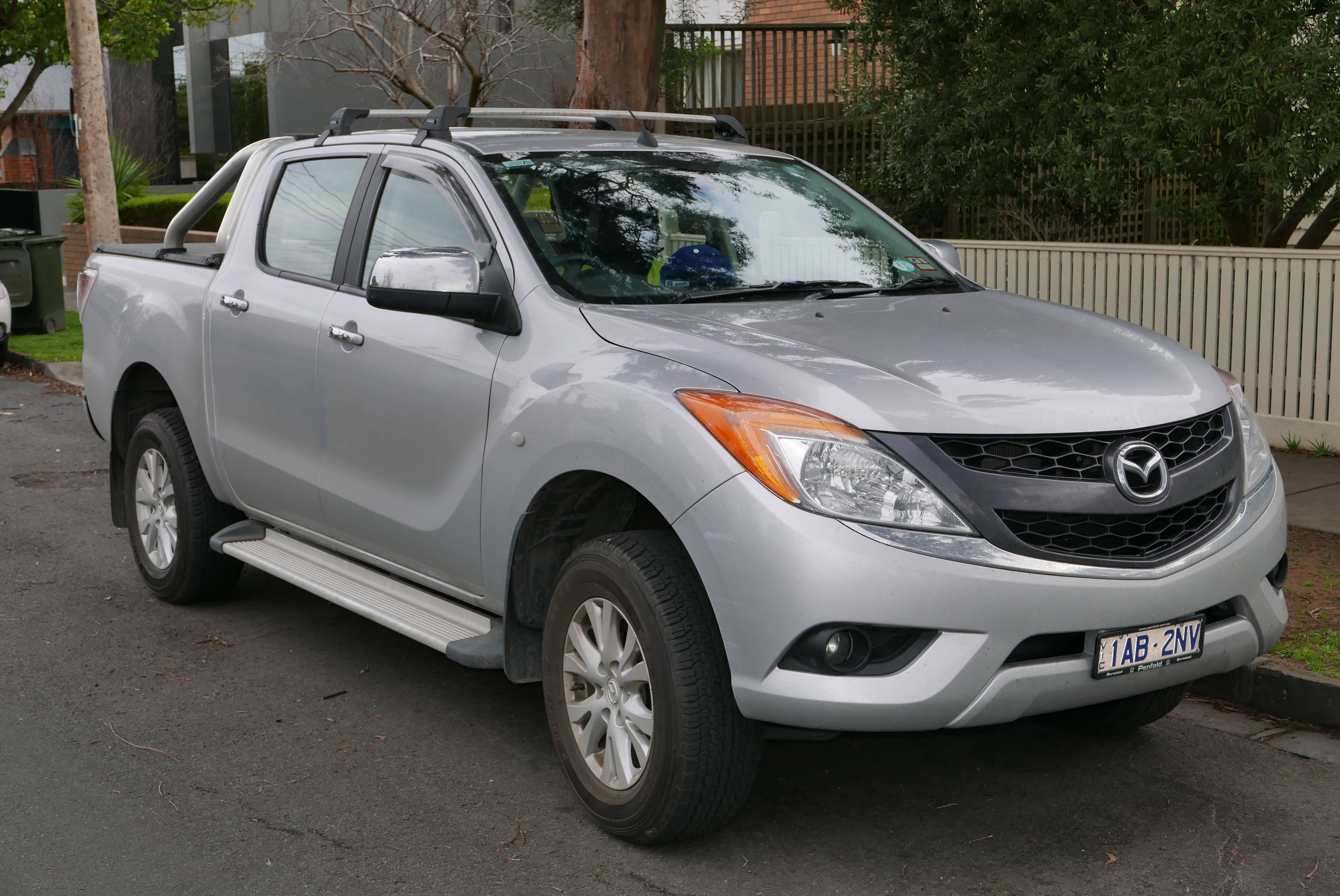
Mazda BT-50 (seconda generazione)

Un modello completamente nuovo quello della Mazda BT-50, che è stato rivelato nell'ottobre 2010 all'Australian International Motor Show. Si basa sul Ford Ranger (T6). Mentre la versione BT-50 è stata progettata da un team Mazda con sede presso il centro di progettazione Ford Australia a Melbourne, sia Ford che Mazda hanno lavorato in modo indipendente.

### Facelift
Un BT-50 rivisto per il modello dell'anno 2016, che ha debuttato a luglio 2015 e lanciato nel mercato australiano a settembre 2015. Il restyling della serie UR è principalmente estetico, senza modifiche alle specifiche del motore, tuttavia, diverse modifiche all'attrezzatura e lievi differenze di prezzo rispetto al pre -sono presenti modelli di restyling.

## Terza generazione (2020-)

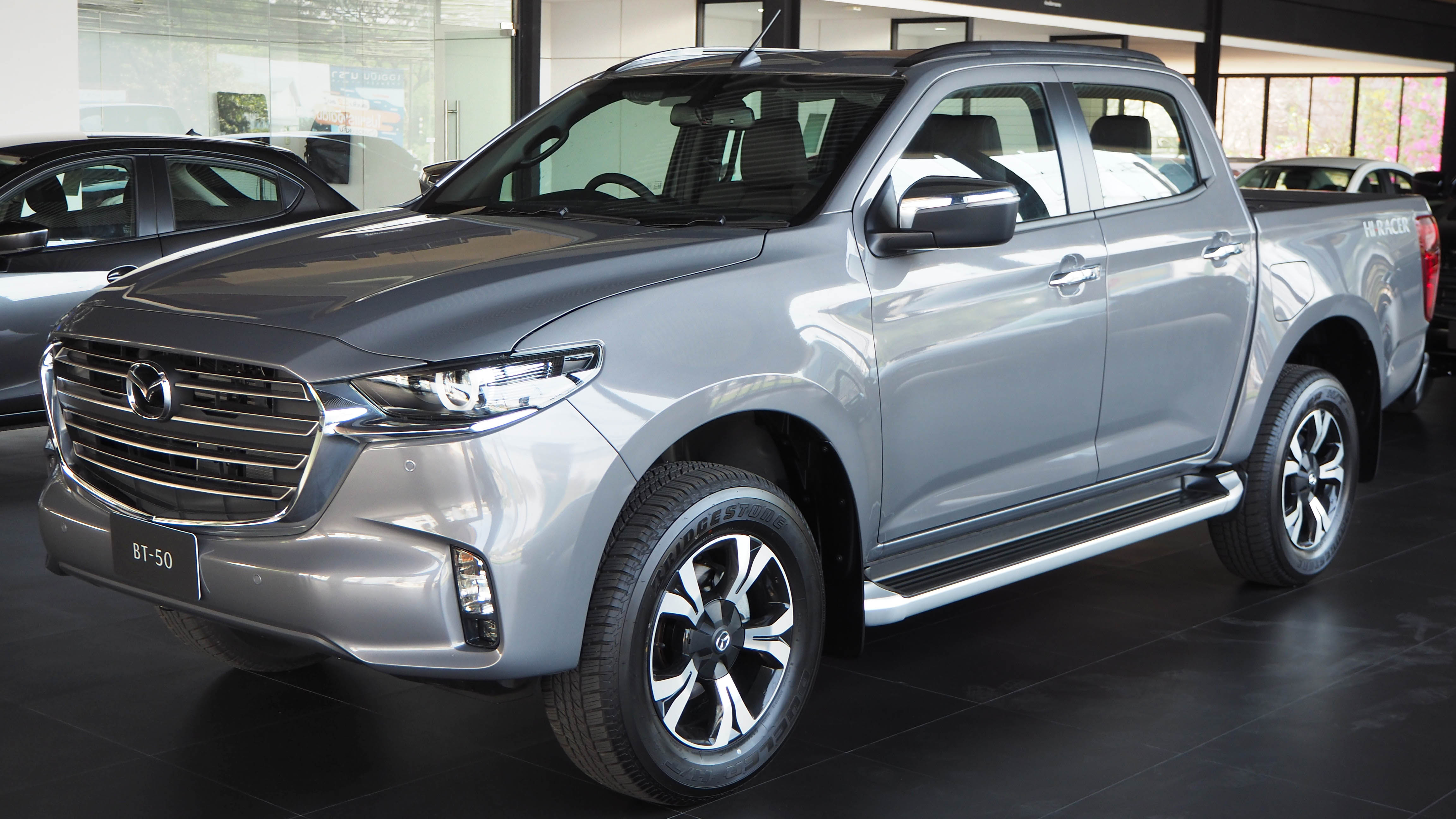
Mazda BT-50 (terza generazione)

La terza generazione del BT-50 è stata presentata in Australia il 17 giugno 2020. A differenza dei suoi predecessori, il BT-50 è stato sviluppato dalla terza generazione dell'Isuzu D-Max. Il risultato è di un legame tra Mazda e Isuzu Motors che hanno annunciato l'11 luglio 2016, con Isuzu che ha accettato di fornire camioncini a Mazda.
Il veicolo è stato presentato con il linguaggio del design Kodo Design della Mazda simile alla sua gamma di crossover. Sebbene condivida ancora la struttura di base, la scocca e gli specchietti retrovisori esterni con l'Isuzu D-Max, Mazda ha reso unica la maggior parte dei pannelli della carrozzeria. È alimentato dal motore turbodiesel a quattro cilindri in linea 4JJ3-TCX da 3,0 litri di origine Isuzu, che sostituisce il motore turbodiesel Ford Duratorq a cinque cilindri in linea MZ-CD da 3,2 litri.
Per la prima volta, il BT-50 di terza generazione è disponibile con cruise control adattivo, coadiuvato da una doppia telecamera nel parabrezza anziché da un sensore radar nella griglia, in modo da rendere possibile l'installazione di accessori fuoristrada nella parte anteriore del veicolo.